# موقع أثري
الموقع الأثري هو بقايا مادية تعود لأنشطة بشرية سابقة، ويمكن أن يشمل هذا الموقع القطع الأثرية المتعلقة بالأنشطة الصناعية والحرفية وبقايا النباتات والحيوانات والهياكل والسمات والخصائص الأثرية. يمكن أن يكون الموقع الأثري مدينة قديمة كبيرة مدفونة جزئيًا أو كليًا تحت سطح الأرض.
وتعرف المواقع الأثرية بأنها مساحات مبنية أو غير مبنية دونمَا وظيفة نشيطة وتشهد على أعمال الإنسان وتفاعله مع الطبيعة، بما في ذلك باطن الأرض المتصلة بهذه المواقع. ولها قيمة تاريخية وأثرية أو فنية أو علمية أو إيكولوجية أو أنثروبولوجية.

صور لبعض المواقع الأثرية
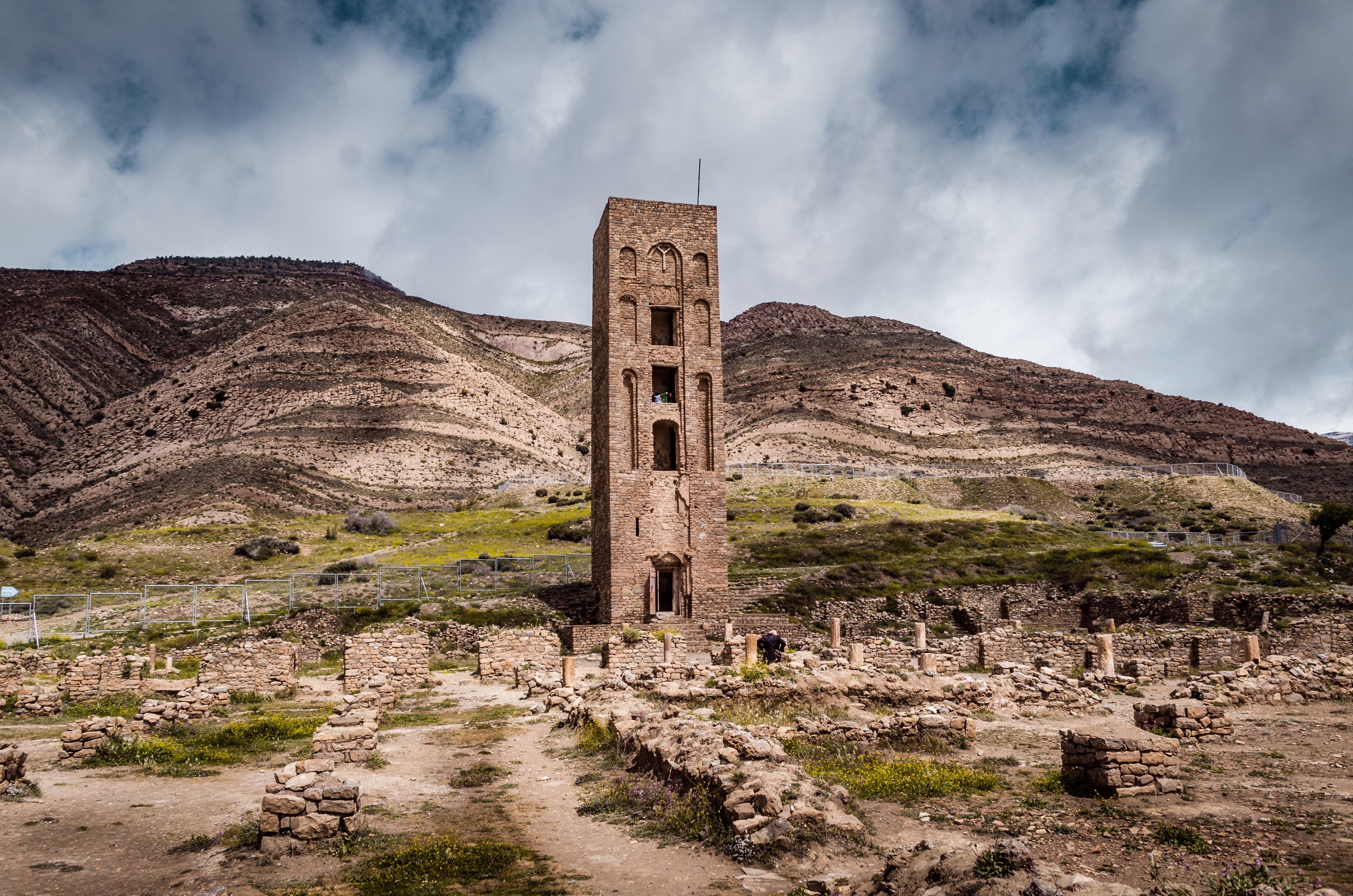
أثار قلعة بني حماد في الجزائر
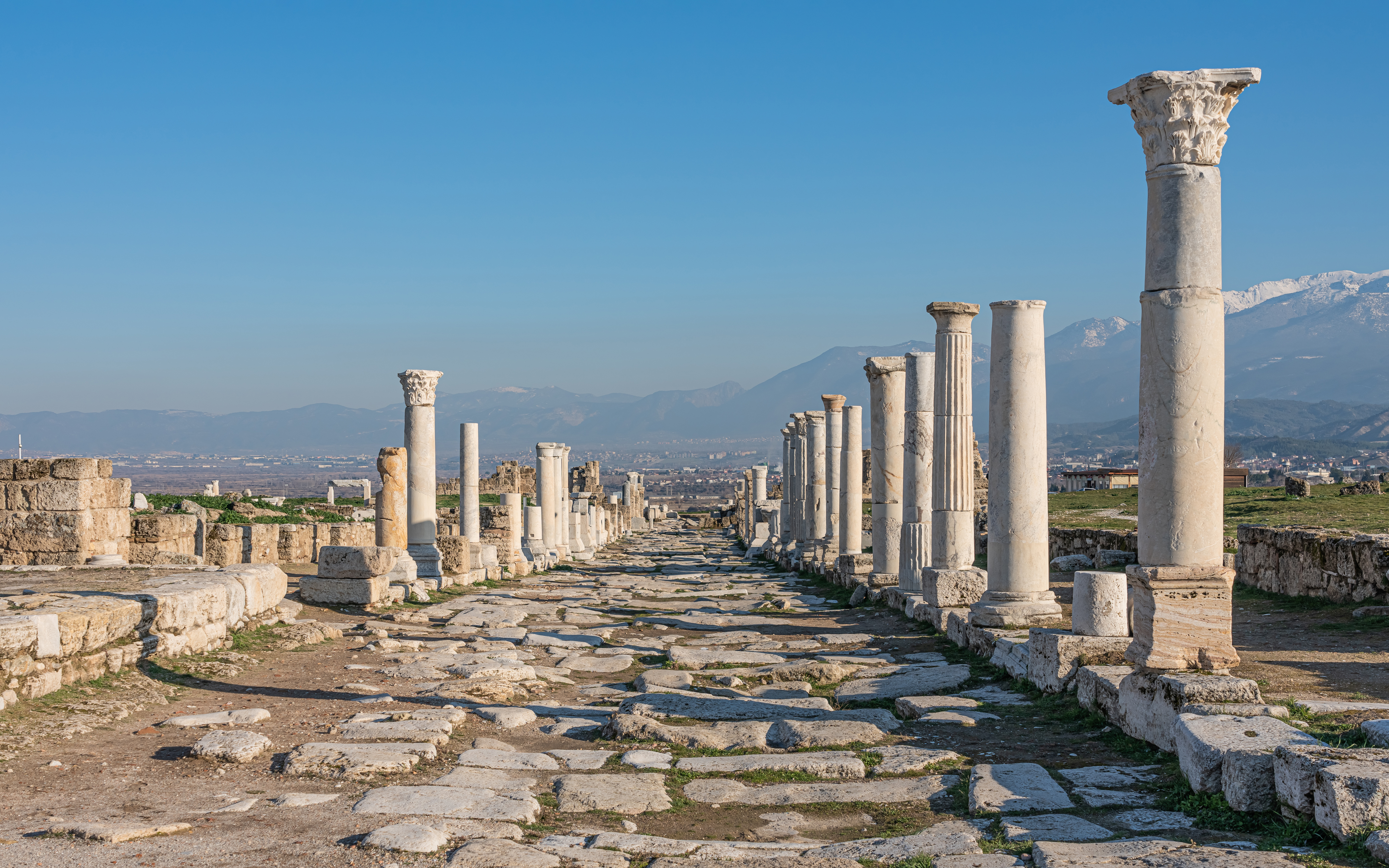
بقايا مدينة لاوديكيا في تركيا
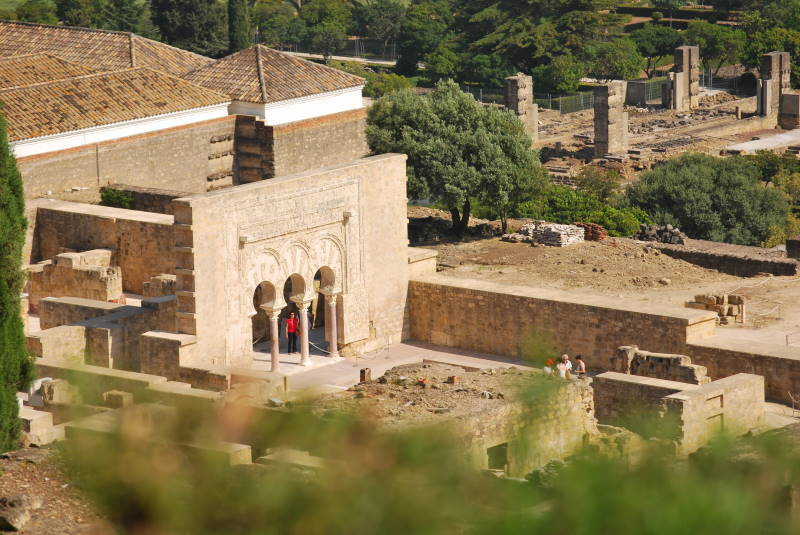
أطلال مدينة الزهراء الأندلسية في قرطبة
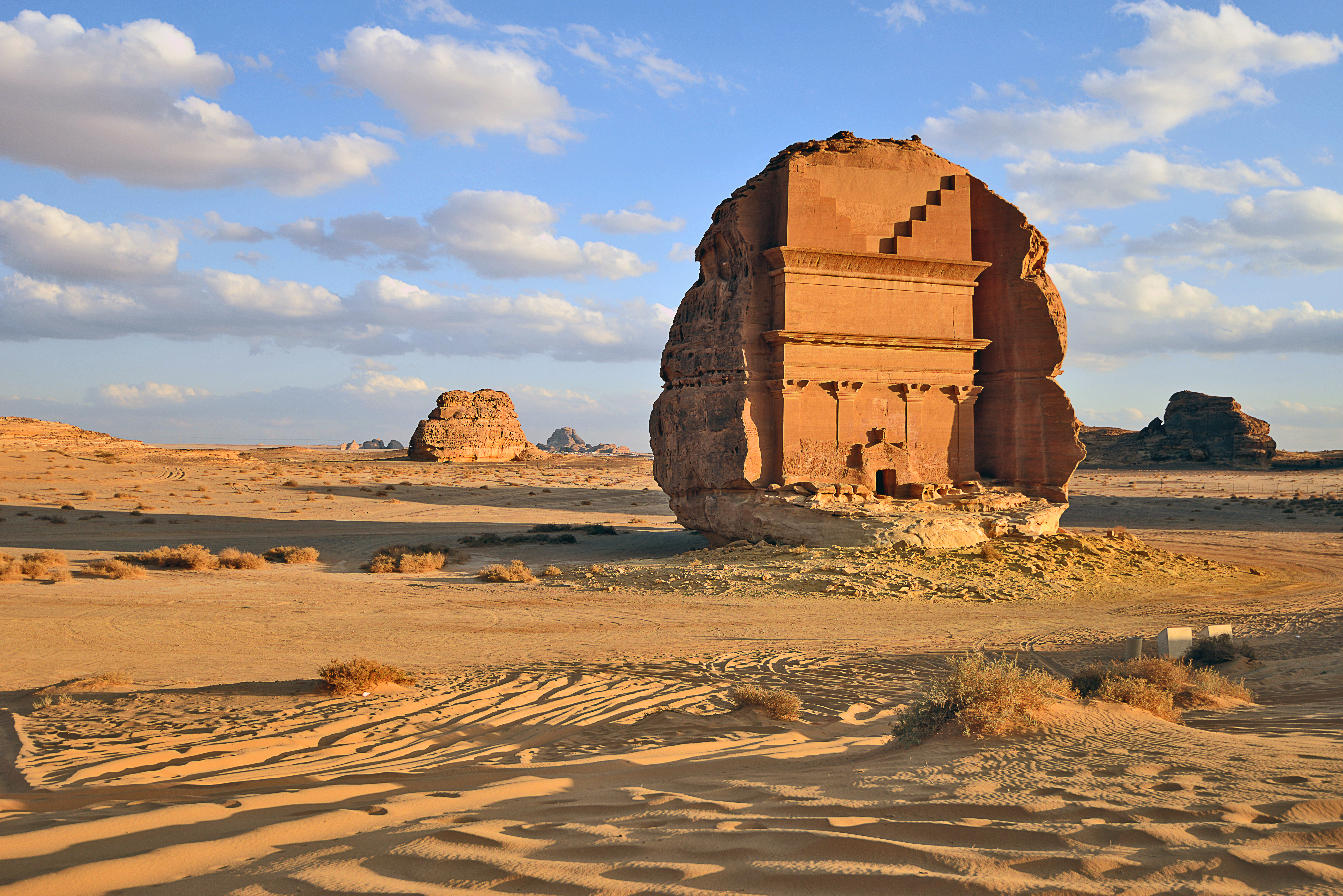
بقايا مدائن صالح في السعودية

## تقنيات المحافظة على المواقع الأثرية
للحفاظ و الارتقاء وتعزيز المناطق التراثية، تتبع مختلف الدول والحكومات والقطاعين العام والخاص وغيرهم استراتيجيات وأساليب معينة منها الوقاية، الحفاظ، التقوية، الترميم، التأهيل، إعادة التكوين وإعادة البناء.

### الوقاية
يُقصد بالوقاية الحفاظ على الموقع التراثي بالسيطرة على البيئة المحيطة، وهي إحدى طرق الحفاظ غير المباشرة وتتم عن طريق المراقبة والصيانة المنتظمة، ضبط درجات الحرارة والرطوبة والإضاءة ومنع الحرائق والتخريب، والحفاظ على نظافة الموقع. تتضمن الوقاية أيضًا التدابير اللازمة للتحكم في تلوث الهواء والحماية من السرقة المحتملة للآثار، وتقليل الزحام المروري، ورصد المياه الجوفية ومحاولة السيطرة عليها، بالإضافة إلى تنظيم زوار وسلوكياتهم داخل المبنى.

### الحفاظ
عمومًا، تركز عملية الحفاظ أساسًا على إجراء الصيانة المستمرة لتمكين إجراء الإصلاحات اللازمة لمنع التدهور الإضافي للموقع الأثري مع إصلاح المواد والمكونات أكثر من التركيز على الاستكمال أو أعمال البناء، ولا تقع أي إضافات خارجية جديدة ضمن نطاق هذه العملية، أما مثلا استبدال التوصيلات الكهربائية والمياه، فهي تنطوي تحت هذه العملية لكن بشكل محدود. ومن بين الإجراءات والتعليمات العامة للحفاظ على المناطق الأثرية نجد:
- - تثبيت المواد والعناصر البنائية المتضررة كخطوة أولى قبل بَدْء تنفيذ الإجراءات الأخرى
  - حفظ وصيانة مواد وعناصر البناء: تُعتبر أدنى مستويات التدخل في عملية الحفاظ، وتُعَدُّ خُطوة تحضيرية لعمليات أُخرى.
  - إصلاح مواد وعناصر البناء (التثبيت، التقوية، الحماية): تُبدأ هذه الخطوة عندما تتطلب حالة المبنى المزيد من إجراءات الحفظ.
  - الاستكمال المحدود للعناصر التالفة بشكل كبير: في حال عدم جدوى الخطوة السابقة، يتم الانتقال إلى هذه الخطوة من التدخل لاستكمال الأجزاء المتهالكة أو المفقودة لعناصر البناء، عندما تكون هناك نماذج متبقية تعود للشكل الأصلي و يجب أن تتماشى المواد المستخدمة في الاستكمال مع المواد القديمة بصورة بصرية وفيزيائية.

### التقوية
التقوية هي عملية إضافة وتطبيق لواصق أو مواد داعمة داخل التركيب الأصلي لمادة البناء، وذلك بهدف زيادة ديمومتها وصلابتها. وأعمال التقوية تكون غالبا بإضافة المواد المقوية، بحقنها و ودمجها مع مادة الأثر، ويعتبر استخدام المواد والأساليب التقليدية أمرًا ضروريًا، وإذا ثبت عدم ملائمتها لطبيعة مادة البناء الأصلية والظروف المحيطة، يمكن اللجوء إلى المواد والأساليب الحديثة إذا ثبتت ملائمتها بالتجربة، شريطة أن تكون قابلة للاسترجاع.

### الترميم
الترميم، عملية عالية التخصص يَهدف منها إبراز القيمة الجمالية والتاريخية للآثار، مع مُراعاة واحترام المواد الأصلية والوثائق التاريخية. كما يَجب أن تَتوقف العملية عندما يَبدأ التخمين، و الترميم هو إحدى الطُرق المُعتمَدة في عِلاج المواقع والمباني القديمة، بهدف إعادة تشكيل الموقع أو جزءٍ منه إلى حالة سابقة معروفة كان عليها في أحد الأوقات، دون استخدام موادٍ دخيلة على المبنى، وبالاعتماد على دلائل مادية ووثائقية، مع إلزامية توثيق كل العملية وتأريخها بدقة.

### التأهيل
التأهيل هو عملية تهدف إلى إتاحة الاستخدام المناسب للموقع مع الحفاظ على قيمته التاريخية والثقافية والمعمارية. يسعى التأهيل إلى إعادة استخدام الموقع إما بوظيفته الأصلية أو بوظيفة جديدة تتناسب معه دون المساس بقيمته. تشمل العملية استكمال الأجزاء المعمارية المفقودة عند توفر أدلة مادية أو وثائقية أو صور تساعد في إعادة إنشائها، بهدف دمجها في النسيج التاريخي للموقع. كما يمكن تصميم إضافات جديدة تتناسب مع الطابع التاريخي، شريطة أن تحترم أبعاد الموقع وخصائصه وأن تكون مختلفة بشكل واضح عن القديم.

### إعادة التكوين
إعادة التكوين هي عملية تهدف إلى ترميم واستعادة الأعمال الفنية المتضررة، مثل اللوحات والزخارف، من خلال استكمال الأجزاء المفقودة أو التالفة لضمان الحفاظ على قيمتها الفنية وجماليتها. كما تشمل هذه العملية نقل بعض الممتلكات الثقافية المهددة بالخطر إلى أماكن أكثر أمانًا تضمن حمايتها.

### إعادة البناء

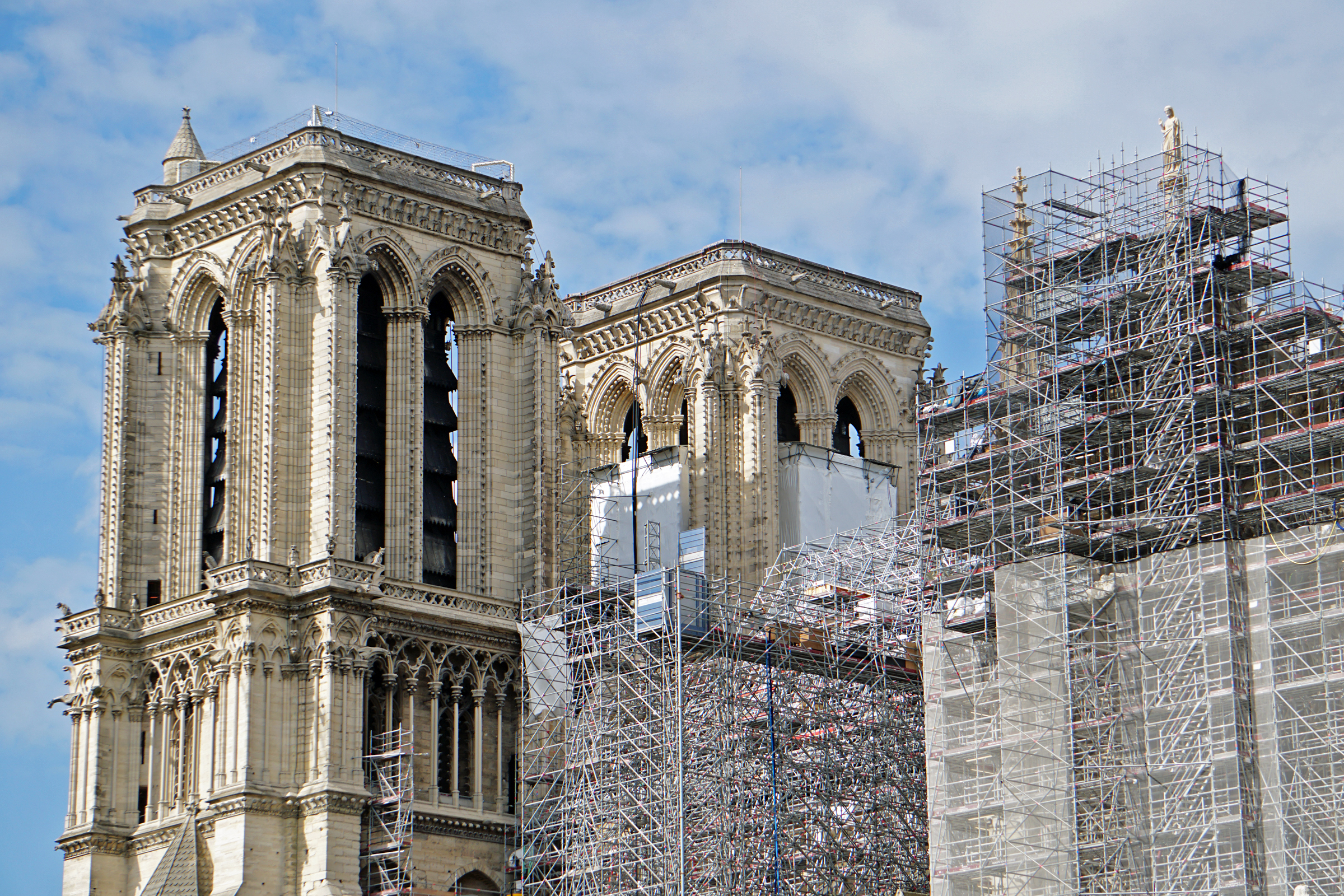
إعادة بناء جزء من كاتدرائية سيدتنا العذراء لباريس، بعد الحريق الكبير الذي نشب بها عام 2019.

إعادة البناء هي عملية تهدف إلى إنشاء أجزاء مفقودة أو مدمرة في موقع أثري، لاستعادة شكله الأصلي كما كان في فترة تاريخية معينة. ورغم التشابه مع الترميم من حيث السعي لإعادة الموقع إلى حالته السابقة، إلا أن إعادة البناء تتعامل مع مواقع غالبًا ما تكون أدلتها أو بقاياها قليلة جدًا أو معدومة، مما يجعلها عملية صعبة ودقيقة ونادرا ما يتم اللجوء إليها. تتطلب هذه العملية التمييز بين العناصر الحديثة والقديمة باستخدام اختلافات في الشكل أو اللون أو المواد لضمان الوضوح. ويتم اللجوء إليها عند وجود حاجة ملحّة، مثل تعزيز القيمة الجمالية أو تدعيم الموقع الأثري. وتشمل خطواتها بحوثًا مستفيضة تعتمد على أدلة مادية وتاريخية، وقد تتطلب أعمال تنقيب أثري لجمع المزيد من المعطيات. وأثناء التنفيذ، يُفضل استخدام مواد وتقنيات تقليدية لإعادة المظهر التاريخي، مع إمكانية استخدام مواد حديثة لأنظمة الموقع الداخلية غير المرئية. الهدف النهائي هو إعادة إحياء الموقع بشكل دقيق أو تقديمه بشكل مفهوم لأغراض تفسيرية تساعد الجمهور على فهم المبنى.

## التعدي على المواقع الأثرية
يعُدّ نظام روما الأساسي للمحكمة الجنائية الدولية التعدي على المواقع الأثرية في فترة النزاعات المسلحة من ضمن جرائم الحرب، ويُفرض عقوبات خاصة. وضمّت اتفاقية لاهاي لعام 1945م تعهُد الدول الأطراف بأن تتضمن تشريعاتها الداخلية جميع الإجراءات اللازمة لضمان محاكمة الأشخاص الذين يخالفون قوانينها وأحكامها. تمنح هذه الاتفاقية الأطراف صلاحيات وسلطات تقديرية لفرض العقوبات وتحديد المسؤوليات الجنائية في حالة انتهاك أحكام الحماية الجنائية المعمول بها للممتلكات الثقافية، والتي تتضمن المواقع الأثرية، أثناء النزاعات المسلحة.